# 愛のペガサス
『愛のペガサス』（原題：Prince）は、アメリカ合衆国のミュージシャン、プリンスが1979年に発表した2作目のスタジオ・アルバム。プリンスのアルバムとしては初めて、アメリカ国内でプラチナディスクの認定を受けた。

## 背景
デビュー作『フォー・ユー』に引き続き、プリンス自身がボーカルのみならず全パートの楽器も担当した。収録曲のうち「ウォナ・ビー・ユア・ラヴァー」と「アイ・フィール・フォー・ユー（恋のフィーリング）」は、元々はパトリース・ラッシェンに提供するために作られたが、いずれもラッシェンに却下された。「バンビ」の歌詞は、同性愛の女性に恋をした男性の視点となっている。
「ウォナ・ビー・ユア・ラヴァー」は、プリンス初のミュージック・ビデオも制作され、様々な楽器を一人で演奏する映像がフィーチャーされている。本作は1980年、プリンスのアルバムとしては初めて日本盤LPも発売された。

## 反響
アメリカの総合アルバム・チャートBillboard 200では、1980年1月19日に最高22位を記録した。また、『ビルボード』のR&Bアルバム・チャートでは、1979年12月22日に3位を記録した。

## 評価
Stephen Holdenは1980年4月3日付の『ローリング・ストーン』誌のレビューにおいて「プリンスは、スモーキー・ロビンソン以来と言えるほどスリリングなR&Bファルセットの持ち主というだけでなく、このミネアポリスで生まれた19歳の神童は、曲作りもプロデュースも、そしてシンセサイザー、ギター、ドラムス、パーカッションといった楽器を含むワン・マン・バンドも自分でやってしまった」「ロビンソンとプリンスの最大の違いは、プリンスの露骨に性的な表現である」と評した。また、Stephen Thomas Erlewineはオールミュージックにおいて5点満点中3点を付け「デビュー作におけるアーバンR&Bやファンク的なアプローチを発展させた作品だが、彼が冒険的かつセクシーな独自のサウンドを確立させていく最初の予兆であり、前作よりもずっと完成度が高い」と評している。
2016年4月22日付の『ガーディアン』紙の企画「Prince: every album rated - and ranked」では、プリンスの全37作中9位となり「彼は若くして既にディスコ/ソウルを極め、更にハードロック的な"Bambi"などの曲で、他の領域にも踏み出そうとしていた」と評されている。

## 収録曲
全曲ともプリンス作。
Side 1
1. ウォナ・ビー・ユア・ラヴァー - "I Wanna Be Your Lover" - 5:50
2. つれない仕打ち - "Why You Wanna Treat Me So Bad?" - 3:49
3. セクシー・ダンサー - "Sexy Dancer" - 4:18
4. 寄りそうふたり - "When We're Dancing Close and Slow" - 5:23

Side 2
1. ウィズ・ユー - "With You" - 4:00
2. バンビ - "Bambi" - 4:22
3. 愛を待ちながら - "Still Waiting" - 4:15
4. アイ・フィール・フォー・ユー（恋のフィーリング） - "I Feel for You" - 3:24
5. ゴナ・ビー・ロンリー - "It's Gonna Be Lonely" - 5:28

## 制作時のトラックリスト[11]
1. Let’s Rock (4:00) (「Dirty Mind」収録の「Let's Work」の原型)
2. I Wanna Be Your Lover (3:30)
3. Bambi (3:30)
4. Why You Wanna Treat Me So Bad? (3:00)
5. When We’re Dancing Close And Slow (4:30)
6. With You (4:00)
7. Still Waiting (3:00)
8. It’s Gonna Be Lonely (3:50)
9. Sexy Dancer (2:50)
10. Darling Marie (2:00) (未発表)